# Daniel Herrmann

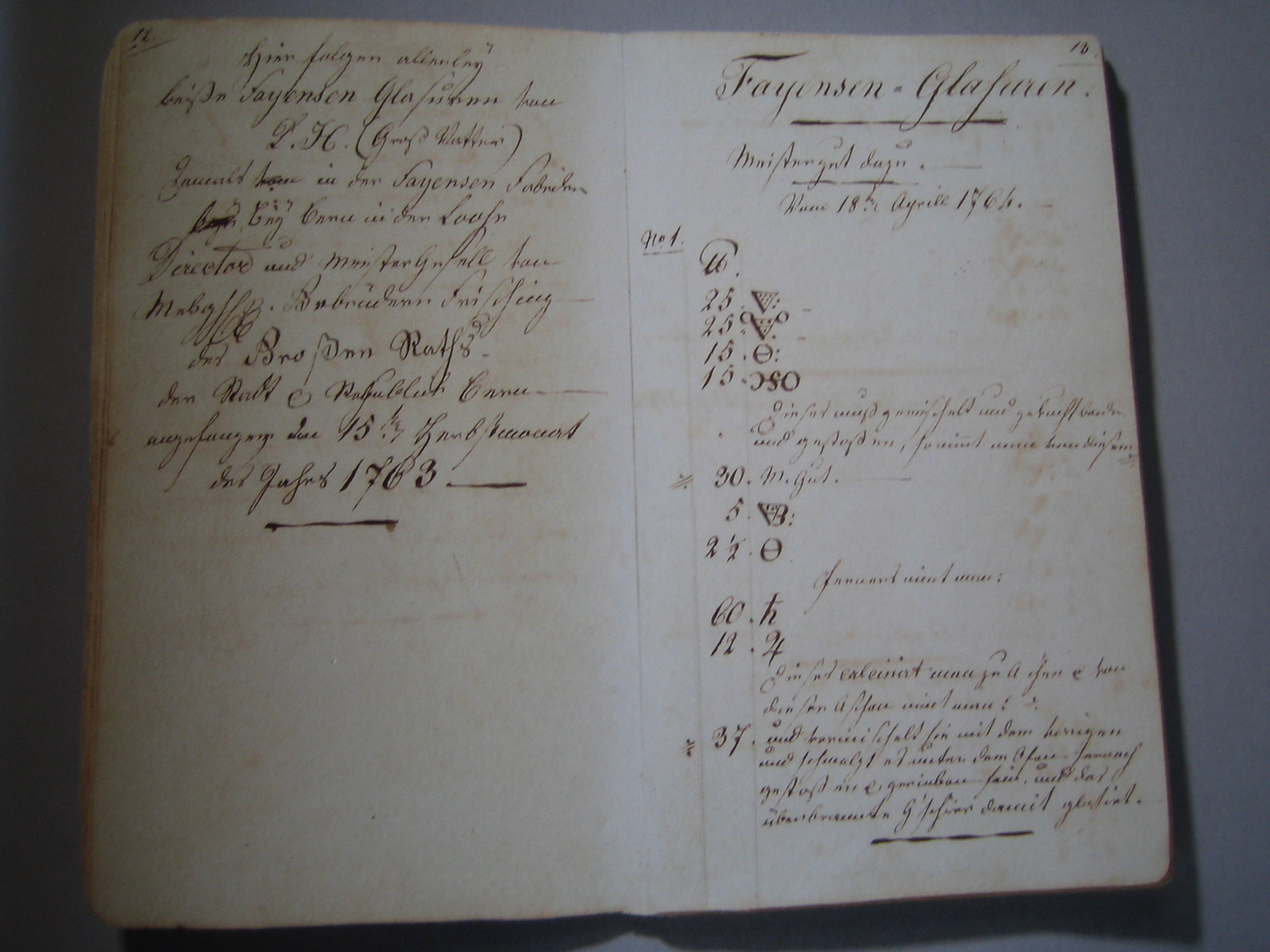
Rezeptbuch von Daniel Herrmann für Fayenceglasuren und Malfarben aus der Zeit, als er für die Fayence-Manufaktur Frisching gearbeitet hat (Abschrift um 1861)

Daniel Herrmann (* 1736; † 1798) war ein Hafner aus Langnau im Emmental und zwischen 1762 und 1776, nach dem Weggang von Johann Adam Spengler, der zweite Leiter der Fayence-Manufaktur Frisching in Bern.
Während dieser Zeit schrieb er etwa 70 Farb- und Glasurrezepte auf, davon über 24 verschiedene für Fayenceglasuren. Die Rezepturen für Engoben, Glasuren und Malfarben waren Berufsgeheimnisse der einzelnen Hafner.
1774 erwarb Daniel Herrmann in Langnau das Grundstück Höheweg 1, wo er und seine Nachfahren während vier Generationen Langnauer Keramik produzierten. Ihre Werkstatt lieferte die qualitätvollsten Produkte, u. a. die sog. „Hochzeitsschüsseln“, d. h. mit Obst und Gemüse dekorierte keramische Schauessen. Auch Kachelöfen wurden produziert.

## Das Rezeptbuch von Daniel Herrmann
Das Rezeptbuch von Daniel Herrmann mit Eintragungen von 1763 bis 1776 ist als Abschrift von 1861 seines gleichnamigen Enkels überliefert, der in Langnau Hafner war. Es enthält überdies Glasurrezepte für Ofenkacheln von 1823 bis 1830 sowie Notizen aus der Zeit um 1841–1861.
Daniel Herrmann leitete sein Rezeptbuch mit folgenden Worten ein: „Hier folgen allerley weisse Fayensen Glasuren von D. H. damals in der Fayensen Fabrike bey Bern in der Loohr (Lorraine). Director und Meistergesell der Fayensefabrik von Mwghh. Gebrüdern Frisching des Grossen Raths der Stadt und Republick Bern angefangen den 15. Herbstmonat des Jahrs 1763“.
Die ersten Eintragungen bis ins Jahr 1765 umfassen Rezepte für Fayenceglasuren. Herrmann, der als Langnauer Hafner vor allem Erfahrung mit Engoben und Bleiglasuren hatte, musste sich das Fachwissen für die Herstellung qualitätvoller Fayence weitgehend selbst erarbeiten. Nach den Glasurrezepten folgen Anleitungen für die Zubereitung der Malfarben Grün, Gelbgrün, Blau, Schwarz und Purpurrot, um Blumenmotive und japanische Ornamente zu malen. Als erste Aufglasurfarbe notierte Herrmann am 7. Januar 1766 Purpur, bestehend aus Scheidewasser, Salmiak, Gold und Zinn. Die Kenntnis dieser Farbmischungen verdankte Daniel Herrmann vielleicht dem Maler Johann Franz Adam Hess. Hess kam 1741 in Fulda als Sohn eines in der Porzellan- und Fayencemanufaktur Höchst wirkenden Kunstmalers zur Welt. Er arbeitete seit 1765 in der Berner Fayence-Manufaktur Frisching und brachte bestimmt Fachwissen aus der hessischen Manufaktur mit, die seit 1746 bestand.
In der Schweiz sind neben Herrmanns Rezeptbuch zwei Rezepthefte des Winterthurer Hafners David II. Pfau aus der Zeit ab 1725 und die Rezeptbücher des Peter bzw. Christian Lötscher aus St. Antönien in Graubünden aus der Zeit um 1800 bzw. 1837 bekannt (bislang weitgehend unpubliziert). Das Interesse der aufgeklärten Wissenschaften brachte es mit sich, dass die einst geheim gehaltenen Rezepte veröffentlicht wurden, so in der Encyclopédie von Denis Diderot und Jean-Baptiste le Rond d’Alembert, die überarbeitet 1780/81 in Bern und Lausanne verlegt wurde.